# Jan Karol Chodkiewicz
Jan Karol Chodkiewicz (en bielorruso: Ян Караль Хадкевіч, Jan Karal Chadkievič, lituano: Jonas Karolis Chodkevičius; c. 1560 – 24 de septiembre de 1621) fue un comandante militar del ejército de la República de las Dos Naciones que fue desde 1601 Hetman de Campo de Lituania, y desde 1605 Gran Hetman de Lituania, y era uno de los más importantes nobles y comandantes militares de la República de las Dos Naciones de su época. 
Desempeñó un papel importante, a menudo como el máximo comandante de las fuerzas de la República, en la campaña de Moldavia de 1599-1600, la guerra polaco-sueca de 1600-1611, la guerra polaco-rusa de 1605-1618, y la guerra polaco-turca de 1620-1621. Su más famosa victoria fue la batalla de Kircholm en 1605, en la que asestó una gran derrota a un ejército sueco tres veces mayor al suyo. Murió en el frente durante la batalla de Chocim, en la asediada fortaleza de Jotín, unos días antes de que los otomanos abandonaran el asedio y acordaran negociar.

## Biografía

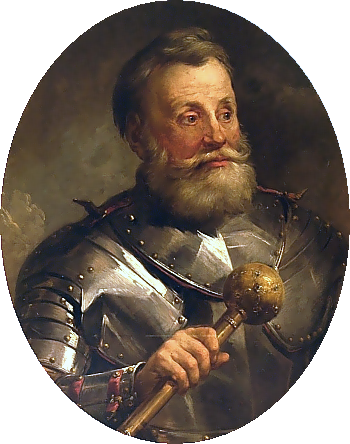
Jan Karol Chodkiewicz. Obra de Bacciarelli (1781).

### Primeros años

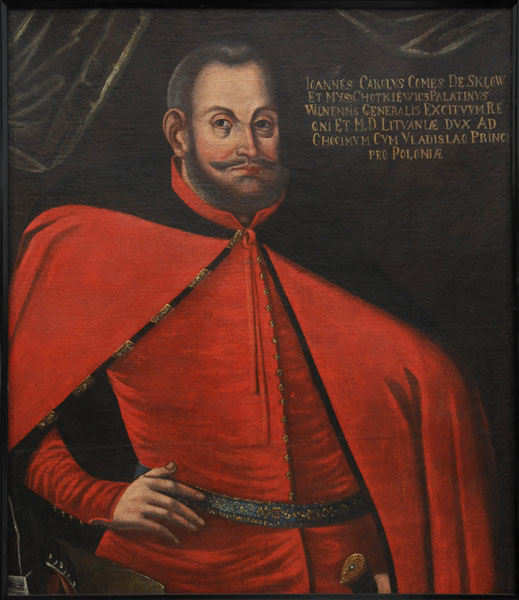
Chodkiewicz, vestido con el traje tradicional de los magnates polacos.

Chodkiewicz nació alrededor de 1560 (la fecha exacta de su nacimiento es desconocida) como el hijo de Jan Hieronimowicz Chodkiewicz, Gran Mariscal de Lituania, castellano de Vilna y de Krystyna Zborowska, la hija del magnate polaco Marcin Zborowski. Desde 1573 estaba estudiando en el Colegio de los Jesuitas de Vilna y luego en la Universidad de Vilna, y desde 1586 hasta 1589 -junto con su hermano Aleksander- continuó sus estudios en la Universidad de Ingolstadt (Baviera). Visitó Padua antes de regresar a la República de las Dos Naciones en 1590.
Comenzó su carrera militar poco después de regresar a la República, reuniendo una rotte (formación) de 50 a 100 hombres. Adquirió experiencia militar en la lucha contra los cosacos rebeldes durante el levantamiento de Severyn Nalyvaiko bajo el Hetman de Campo de la Corona Stanisław Żółkiewski. Durante ese conflicto participó en la batalla de Kaniów el 14 de abril de 1596, y en el asedio de los cosacos cerca de Lubny. En 1599, fue nombrado starost de Samogitia.
Chodkiewicz posteriormente asistió al canciller y Gran Hetman de la Corona Juan Zamoyski en su victoriosa campaña de Valaquia, en el cual Chodkiewicz participó en la batalla de Ploieşti el 15 de octubre de 1600. Para esa campaña, se le concedió ese año el alto cargo de Hetman de Campo de Lituania, el segundo comandante en jefe del destacamento lituano del ejército de la República de las Dos Naciones.

### Guerra en el norte

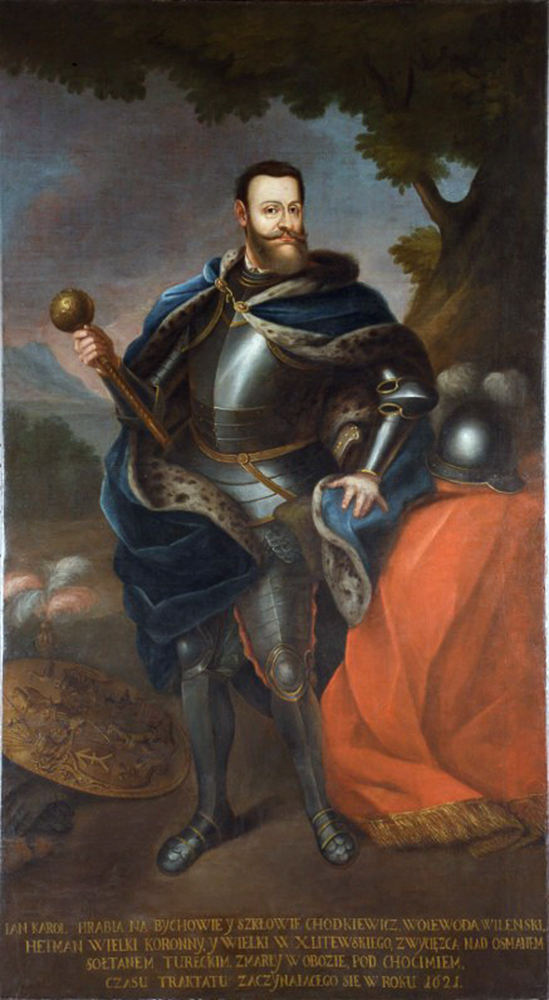
Gran Hetman Chodkiewicz.

Un año más tarde, en 1601, Chodkiewicz acompañó a Zamoyski al Ducado de Livonia, donde comandó las unidades lituanas en el ala derecha del ejército de la República en la victoriosa batalla de Kokenhausen a fines de julio de ese año en la guerra contra Suecia. Supervisó la lucha en Livonia después que Zamoyski regresara a Polonia en 1602. En abril de 1603, se apoderó de Dorpat (actual Tartu) y derrotó a las fuerzas suecas en Biały Kamień (batalla de Weissenstein) el 23 de septiembre de 1604. Su mayor logró fue la gran victoria cerca del río Daugava en la batalla de Kircholm (actual Salaspils) el 27 de septiembre de 1605, cuando, con apenas 4.000 soldados, en su mayoría caballería pesada de húsares polacos, aniquiló un ejército sueco tres veces mayor al suyo. Por esta hazaña, recibió cartas de felicitación del Papa Paulo V, la mayor parte de la realeza católica de Europa, e incluso el sultán de Turquía y el sah de Persia. Poco después, fue recompensado con el grado de Gran Hetman de Lituania, además de una serie de concesiones de tierras reales.
Sin embargo, esta gran victoria fue prácticamente en vano, debido a las disensiones internas; el Sejm (Parlamento de la República) no pudo llegar a un acuerdo en el aumento de los fondos necesarios para el esfuerzo bélico. Chodkiewicz fue uno de los magnates que permanecieron leales al rey Segismundo III, y le ayudó a derrotar la rebelión de Sandomierz (rokosz de Zebrzydowski) en 1606-1607. Comandó el ala derecha del ejército real durante la batalla de Guzów el 6-7 de julio de 1607, en el cual fueron derrotados los insurgentes, y luego había sofocado los disturbios en el Gran Ducado de Lituania, luchando contra otro magnate rebelde, Janusz Radziwiłł, hasta que Radziwiłł negoció un acuerdo con el rey en 1608. Una nueva invasión a Livonia por los suecos lo hicieron volver allí una vez más, y en 1609 socorrió Riga y recapturó Pärnu. Improvisó una pequeña flota y asestó un golpe sorpresa a la armada sueca en la batalla de Salis.

### Guerras en el este y el sur

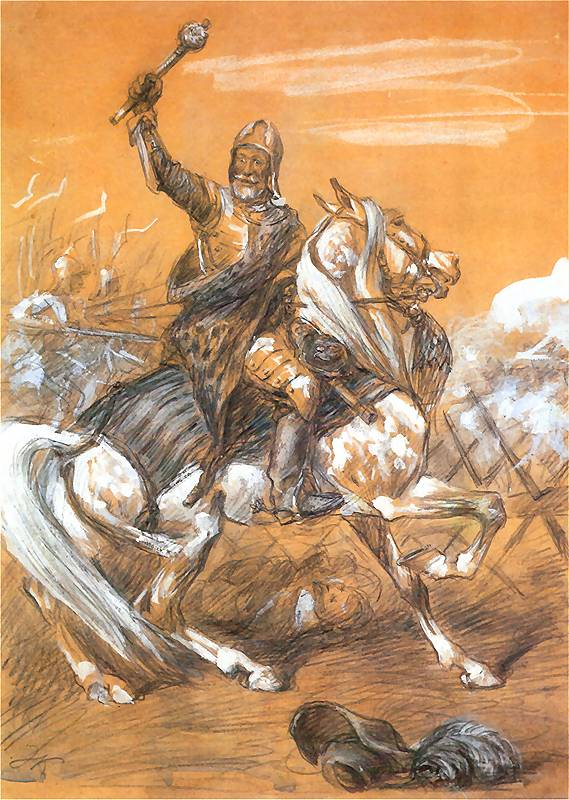
Jan Karol Chodkiewicz, obra de Juliusz Kossak.

Mientras tanto, la Guerra polaco-rusa (1605-1618) (en Polonia, guerras Dimitríadas) con el Zarato ruso estalló. Instigada por el rey Segismundo, la guerra era impopular entre los magnates lituanos y Chodkiewicz no fue la excepción; de hecho, su disgusto fue tan público y significativo que perdió el favor real durante un tiempo. Finalmente, las diferencias se resolvieron y Chodkiewicz fue enviado contra los rusos, operando primero cerca de Smolensk y de Pskov. Pronto, las fuerzas polaco-lituanas empezaron a cosechar victorias, como la captura de Smolensk, y algunos, como el gran hetman de la Corona, Stanisław Żółkiewski, planearon una gran Mancomunidad de Polonia-Lituania-Moscovia. Chodkiewicz fue encargado por el rey para que avanzara sobre Moscú. Sin embargo, el Sejm olvidó pagar por el mantenimiento del ejército, una vez más, dando como resultado de que algunas unidades se amotinaran. Chodkiewicz libró varias batallas inconclusas contra los moscovitas en el otoño de 1611, y luego se retiró. Decepcionado con este resultado, se distanció una vez más del rey, y criticó la campaña en el Sejm de 1613. En los siguientes años, en el período de 1613-1615, Chodkiewicz defendió las ganancias territoriales de la República en la zona de Smolensk, y trató los disturbios en Lituania. No fue hasta que el príncipe heredero, Vladislao, llegara con refuerzos y que la guerra pudiera asumir un carácter más ofensivo una vez más. El ejército, nominalmente bajo el mando de Vladislao, pero en la práctica bajo el mando del experimentado Chodkiewicz, tomara la fortaleza de Dorogobuzh el 11 de octubre de 1617. El asedio a Mozhaisk en diciembre del año siguiente no resultó exitoso, y eso marcó el fin del conflicto.

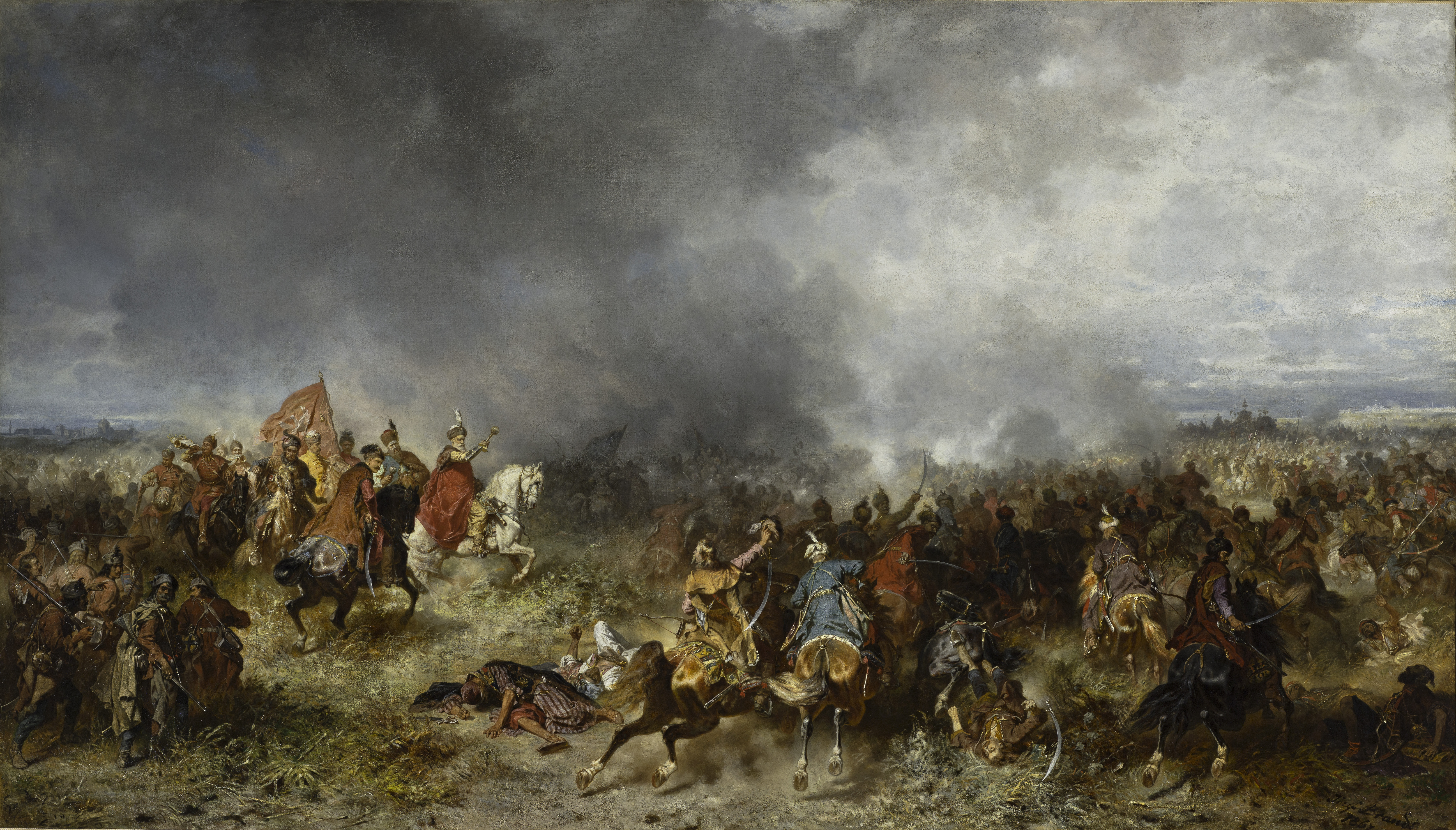
Jan Karol Chodkiewicz (en rojo) en Chocim, 1621.

Ni bien había concluido la guerra polaco-rusa con el tratado de Deúlino cuando Chodkiewicz fue rápidamente enviado hacia el sur para defender la frontera meridional contra los turcos, que, en la fase de apertura de la guerra polaco-turca, derrotaran a las fuerzas polacas en Cecora, matando al Hetman Żółkiewski. Un ejército de 160.000 turcos y 60.000 tártaros liderado personalmente por el sultán Osman II avanzara hacia la frontera polaca. Oponiéndose a ella estaban las fuerzas de la República, que sumaban unos 70.000, la mitad de ellos un destacamento de cosacos bajo el Hetman cosaco Petró Konashévych-Sahaidachny. Chodkiewicz cruzó el Dniéper en septiembre de 1621, y se atrincheró en la fortaleza de Khotyn, situado en el camino del avance otomano. Durante la batalla de Chocim Chodkiewcz resistió a 200.000 hombres del sultán durante todo un mes, pero el costo de la victoria fue su vida. Unos días antes de que el asedio fuera abandonado y los otomanos decidieran iniciar negociaciones, el viejo Gran Hetman de Lituania, que ya estaba enfermo desde el inicio de esta campaña, murió en la fortaleza el 24 de septiembre de 1621.
El cuerpo de Chodkiewcz fue transportado a Kamianéts-Podilskyi, donde fue enterrado el 14 de octubre de 1621. Unos años más tarde, en el verano de 1622, su viuda dispuso su exhumación y Chodkiewicz fue nuevamente enterrado en Ostroh en junio de ese año. En 1627 fue trasladado a una nueva capilla en Ostroh, donde fue nuevamente enterrado. Su cuerpo fue evacuado de Ostroh durante la rebelión de Jmelnytsky en 1648, y regresó allí en 1654. Fue enterrado una vez más en un nuevo sepulcro, en Ostroh en 1722.

## Legado

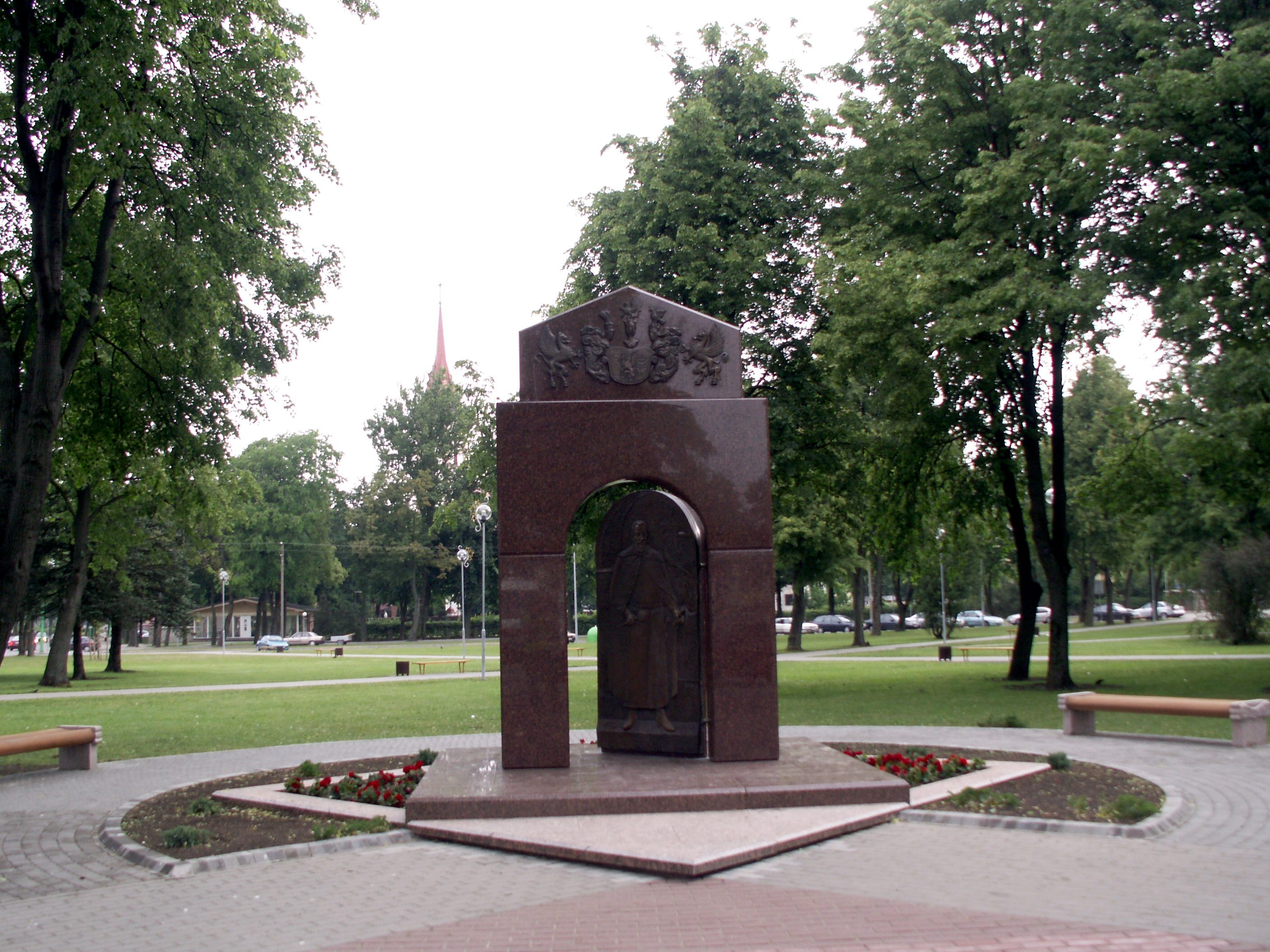
Monumento a Chodkiewicz en Kretinga, actual Lituania.

En 1937, la historiadora polaca Wanda Dobrowolska, escribió en su Polski Słownik Biograficzny sobre Chodkiewicz como uno de los principales miembros de la "gran era Hetman", reconocido por su talento como estratega y organizador. Ella señala que Chodkiewicz poseía una voluntad de hierro, que fue capaz de imponer a las tropas bajo su mando, y que era un comandante eficiente, aunque más respetado y temido que querido por sus tropas. Dobrowolska señala que era la antítesis enérgica y explosiva del compuesto Żółkiewski, otro gran hetman de esa época, a quien no le agradaba Chodkiewicz y compitió con él durante toda su vida.
Chodkiewicz no estaba particularmente involucrado en la política de la República, a pesar de su alto cargo y riqueza que le dio una influencia significativa; en su mayor parte utilizó su influencia política, y base de apoyo en Lituania, para reunir apoyo para sus planes militares, incrementando el tamaño del ejército y gratificaciones personales. Su vida estaba dominada por la guerra, cuando no por los frentes [de guerra], entonces por el ambiente político contra otros magnates lituanos, especialmente la familia Radziwiłł y los políticos del Sejm por no aprobar los impuestos necesarios para financiar el ejército que quería.
Sobre su carrera adquirió riqueza significativa, y financió una serie de iglesias y otros edificios de prestigio. A menudo colaboraba con los jesuitas, incluyendo la financiación de un colegio en Kražiai. Creía firmemente que su servicio para el Estado debía ser recompensado con concesiones de tierras, pero, al mismo tiempo a menudo usaría su propio dinero para pagar los gastos militares del ejército. En su vida privada se le recuerda como una persona muy orgullosa y enfatizaba su identidad como miembro de la nobleza lituana. Era un hombre familiar, dedicado a su familia, pero su único hijo, de su matrimonio en 1593 con Zofia Mielecka, murió a los 16 años en 1613, y ella murió en 1618. Se volvió a casar en 1620 con Anna Alojza Ostrogska en noviembre de 1620, poco antes de partir a su campaña final. También ese año su hija Anna se casó con un magnate lituano, Jan Stanisław Sapieha.
Algunos poemas y otras obras que lo alaban fueron escritos durante su vida, y una obra religiosa le fue dedicada por el jesuita Piotr Skarga. Más obras sobre Chodkiewicz fueron escritos en los años posteriores a su muerte. Fue uno de los personajes de Wacław Potocki en su novela épica sobre la guerra de Chocim (en polaco: Transakcja wojny chocimskiej), y también aparece en las obras de Julian Ursyn Niemcewicz y Zofia Kossak-Szczucka, usualmente retratado como un patriota y genio militar.